# Assyrian International News Agency
Assyrian International News Agency, kratica AINA, na hrvatskom "Asirska međunarodna novinska agencija". Ova novinska agencija je privatno financirana i neovisna novinska agencija i pronosi vijesti i raščlanbe o i u svezi s Asircima. Osnovali su ju Peter BetBasoo i Firas Jatou 1995. godine.